# Uskoplje (Konavle)
Uskoplje falu Horvátországban, Dubrovnik-Neretva megyében. Közigazgatásilag Konavle községhez tartozik.

## Fekvése
A Dubrovnik városától légvonalban 16, közúton 19 km-re délkeletre, községközpontjától légvonalban 5, közúton 7 km-re keletre, a Konavlei mező északi szegélyén, Zvekovica és Gabrili között, a dubrovniki repülőtér északi szomszédságában fekszik. 

## Története
Uskoplje területe már az ókorban lakott hely volt. Első ismert lakói az illírek voltak, akik magaslatokon épített erődített településeken éltek és kőből rakott halomsírokba temetkeztek. Egyik települlésük maradványai megtalálhatók a település határában a Gradina nevű magaslaton is. A rómaiak az i. e. 2. században győzték le az illíreket és Epidaurum központtal e területet is a birodalomhoz csatolták. Határában haladt át az Epidaurumot ellátó római vízvezeték. A római hatalmat a népvándorlás vihara rengette meg. A Nyugatrómai Birodalom bukása után a keleti gótok özönlötték el a térséget, őket 537-től 1205-ig kisebb megszakításokkal a bizánciak követték. A 7. században avarok és a kíséretükben érkezett szlávok, a mai horvátok ősei árasztották el a területet. A várakat lerombolták és az ellenálló lakosságot leöldösték. Így semmisült meg a mindaddig fennálló Epidaurum. A túlélő lakosság előbb az északnyugatra fekvő Župára, majd Raguzába menekült. 
Szent Péter tiszteletére szentelt temploma a Zvekovica felé vezető régi római út mentén a 13. században már állt. Területe középkorban Travunja része volt, mely Dél-Dalmácián kívül magában foglalta a mai Hercegovina keleti részét és Montenegró kis részét is. Travunja sokáig a szerb, a zétai és bosnyák uralkodók függőségébe tartozó terület volt. A Raguzai Köztársaság az 1426. december 31-én kötött szerződéssel szerezte meg területét addigi bosnyák uraitól a Pavlovićoktól. Az 1430 és 1432 között dúlt első konavlei háborúban a török támogatását élvező Radoslav Pavlović megpróbálta visszaszerezni az egyszer már eladott konavlei birtokait a köztársaságtól. A háború a végén a török támogatását is elveszítő Pavlović vereségével végződött és az azt követő béke megerősítette a Bosznia, Hum és a Raguzai Köztársaság közötti korábban kialakult állapotokat. 
Az 1806-ban a Konavléra rátörő orosz és montenegrói sereg a település házait is kifosztotta, közülük sokat fel is gyújtottak. A köztársaság bukása után 1808-ban Dalmáciával együtt ez a térség is a köztársaságot legyőző franciák uralma alá került, de Napóleon bukása után 1815-ben a berlini kongresszus Dalmáciával együtt a Habsburgoknak ítélte. 1857-ben 202, 1910-ben 218 lakosa volt. 1918-ban az új szerb-horvát-szlovén állam, majd később Jugoszlávia része lett. A délszláv háború idején 1991 októberében a jugoszláv hadsereg, valamint szerb és montenegrói szabadcsapatok foglalták el a települést, melyet kifosztottak és felégettek. A lakosság a jól védhető Dubrovnikba menekült és csak 1992 októberének végén térhetett vissza. A háború után rögtön megindult az újjáépítés. A településnek 2011-ben 136 lakosa volt. Lakói főként mezőgazdasággal, turizmussal foglalkoztak. 

## Népesség
| Lakosság változása | Lakosság változása | Lakosság változása | Lakosság változása | Lakosság változása | Lakosság változása | Lakosság változása | Lakosság változása | Lakosság változása | Lakosság változása | Lakosság változása | Lakosság változása | Lakosság változása | Lakosság változása | Lakosság változása | Lakosság változása |
| ------------------ | ------------------ | ------------------ | ------------------ | ------------------ | ------------------ | ------------------ | ------------------ | ------------------ | ------------------ | ------------------ | ------------------ | ------------------ | ------------------ | ------------------ | ------------------ |
| 1857               | 1869               | 1880               | 1890               | 1900               | 1910               | 1921               | 1931               | 1948               | 1953               | 1961               | 1971               | 1981               | 1991               | 2001               | 2011               |
| 202                | 207                | 197                | 225                | 218                | 218                | 206                | 181                | 183                | 182                | 161                | 136                | 137                | 128                | 124                | 136                |

## Nevezetességei
- A Konavljei mezőn álló, Szent Péter tiszteletére szentelt temploma a 12./13. században épült román stílusban. 1890-ben átépítették. Előtte régi temető található, melyet ma már nem használnak.

- A Szent Illés templomot a 15./16. században építették gótikus stílusban. Körülötte középkori temető található, mely egyben mai a falu temetője is. A templomot a  19. században előcsarnokkal bővítették.

- Gradina ókori vármaradványok.

- Római vízvezeték maradványai.